# Prejmer
Prejmer (Duits: Tartlau, Hongaars: Prázsmár) is een Roemeense gemeente in het district Brașov. De gemeente telde 8.472 inwoners in 2011. 

## Bezienswaardigheid: deweerkerk
De ridders van de Duitse Orde bouwden de burcht Tartlau rond 1212-1213 toen ze Burzenland aan het koloniseren waren. Ze richtten eveneens een kruiskerk op. Het stadje Prejmer ontwikkelde zich omstreeks 1225 rond de burcht en is de meest oostelijk gelegen nederzetting van de Zevenburger Saksen. 
In de 15e eeuw werd een ringmuur rond de kerk opgetrokken die van de kerk een machtige weerkerk maakte. De muur werd gebouwd om de bevolking tegen de invallen van de Turken en de Tataren te beschermen. Ze heeft de vorm van een vierhoek met afgeronde hoeken en heeft een hoogte van 10 tot 12 meter en een dikte van 3 tot 4 meter. Ze beschikt nog over twee van haar oorspronkelijk vier hoefijzervormige torens. Onder het zadeldak van de verdedigingsmuur loopt de weergang. Die is voorzien van talrijke schietgaten en weererkers. De binnenkant van de weermuur herbergt over twee tot vier verdiepingen de spiekers en de ruim 200 woonruimtes voor de bevolking van Prejmer in oorlogstijd. 
De ingang van de weerkerk is een lange open galerij die uitmondt in een binnenpleintje waar de barbacane oprijst. Vandaar vertrekt een lange overwelfde tunnelvormige galerij, waarin zich halfweg een valhek bevindt, naar de kerk en de vertrekken. 
In de kerk valt, naast de verfijnd geribde gewelven, het Saksisch retabel op. Het centraal paneel beeldt de gekruisigde Christus met Maria en de apostel Johannes af en op de zijpanelen worden onder meer de Graflegging en de Verrijzenis afgebeeld.   
De weerkerk van Prejmer werd tussen 1962 en 1970 nauwgezet gerestaureerd. Ze wordt beschouwd als de best bewaarde en machtigste weerkerk in Transsylvanië. Sinds 1990 bezit ze ook een museum waar onder meer een klaslokaal en een woonkamer te bezichtigen zijn.
In 1993 werd ze opgenomen in de Werelderfgoedlijst samen met de weerkerken van Câlnic, Biertan, Viscri, Saschiz, Dârjiu en Valea Viilor.  